# CB Cangas

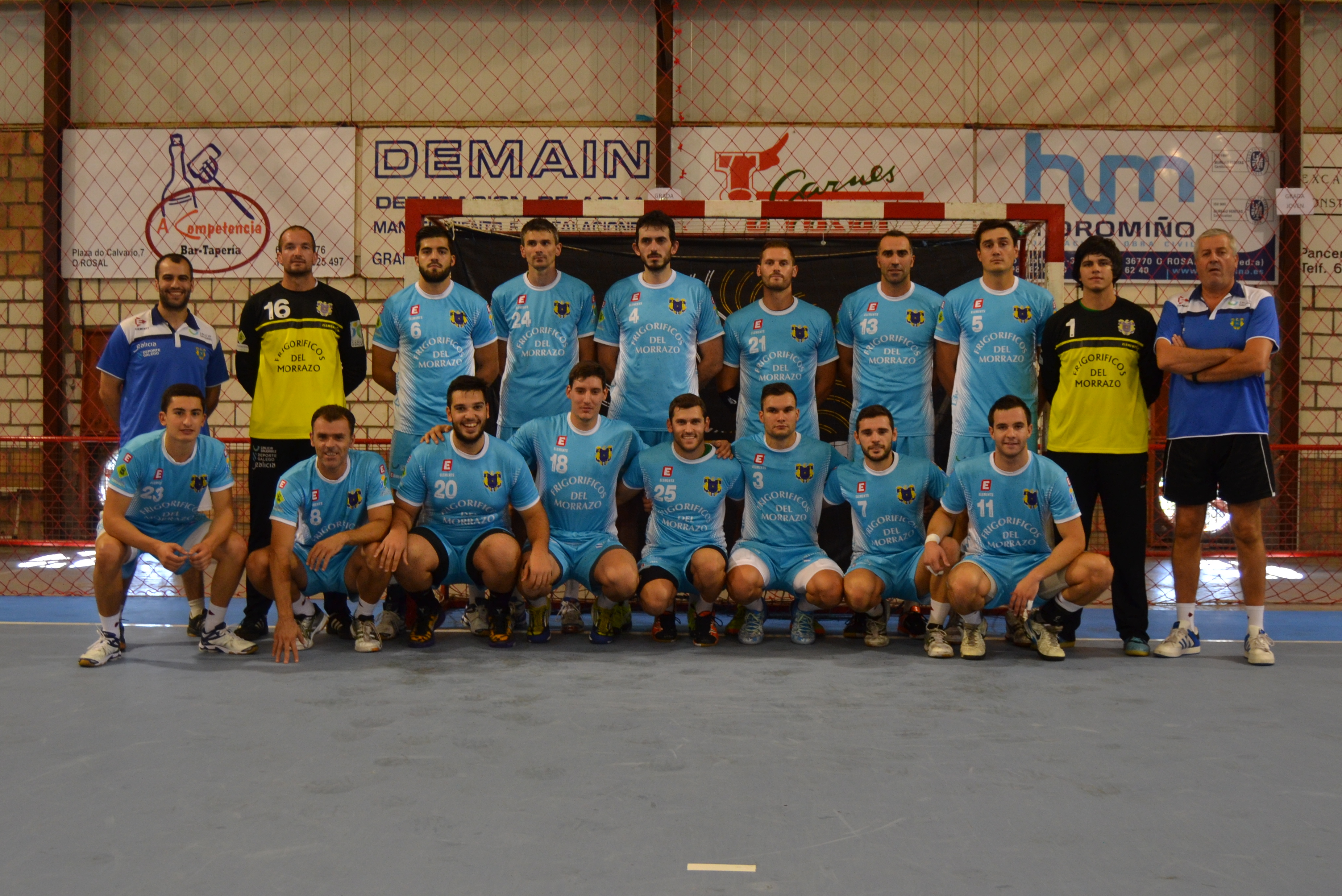
Echipa de Cangas în Copa Galicia 2014.

Club Balonmano Cangas este o echipă de handbal din Spania care evoluează în Liga ASOBAL.

## Lot 2009/10
| - 1 Mauro Pereira - 5 Serafín Pousada - 6 Francisco Celestino - 7 Nelson Espino - 8 Jesús Soliño - 9 Eduardo Moledo - 10 Borut Oslak - 12 Milan Kosanović - 13 Fernando Eijo |  | - 14 Tihomir Doder - 15 Pablo Sánchez - 16 Kevin García - 19 Tomás Fontán - 21 Adrián Rosales - 23 Víctor Díaz - 29 Antonio Ugalde - 31 Víctor Frade - 87 David Veloso |